# Wissem Hmam

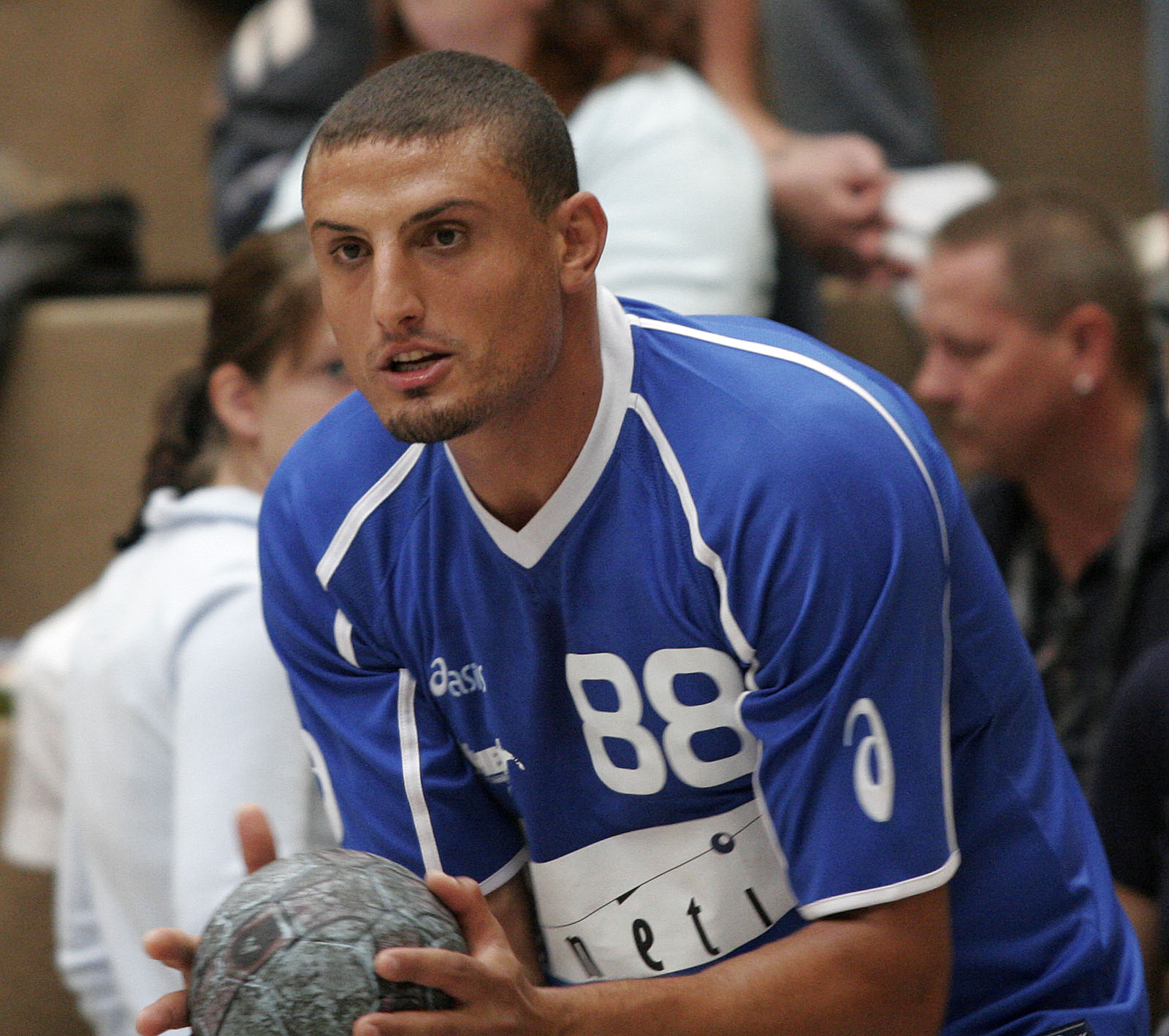
Wissem Hmam 2007.

Wissem Hmam (arabiska: وسام حمام), född 21 april 1981 i Menzel Temime, är en tunisisk handbollsspelare. Han är högerhänt och spelar i anfall som vänsternia.
Wissem Hmam är en av Tunisiens bästa handbollsspelare och blev skyttekung med 81 mål vid VM 2005 på hemmaplan.

## Klubbar
- Menzel Temime (1991–2001)
- Espérance Sportive de Tunis (2001–2005)
- Montpellier HB (2005–2014)
- Saint-Raphaël VHB (2014–)

## Meriter
- Skyttekung vid VM 2005 i Tunisien